# 2008年夏季奥林匹克运动会佛得角代表团
2008年夏季奥林匹克运动会佛得角代表团会参加2008年8月8日至24日在中国北京主办的第29届夏季奥运。代表团共有4人，一男二女分別參加個兩個項目。

## 田徑
- Nelson Cruz（男子馬拉松）
- Lenira Santos（女子200米）

## 藝術體操
- Wania Monteiro